# Edgar Nelson Transeau
Edgar Nelson Transeau ( * 21 de octubre de 1875 - 25 de enero de 1960) fue un destacado biólogo, botánico y ecólogo estadounidense. Pionero en la medición de la respiración de las plantas y el primero en determinar su eficiencia a la hora de transformar la energía del sol en glucosa.
En 1951 publicó una monografía sobre la familia de algas Zygnemataceae (Chlorophyceae). Acumuló una colección mundial de especímenes de esta familia que ha conservado su utilidad científica durante décadas. La colección permaneció en la Universidad de Ohio hasta 1978, año en que fue transferida a la Universidad de Arizona.
Transeau fue pionero en la medición de la respiración de las plantas y el primero en calcular su eficiencia a la hora de transformar energía solar en glucosa, encontrando que las plantas podían transformar un 1,6% de la energía recibida del sol en energía aprovechable. Más adelante se constataría que los cálculos que Transeau realizó sobre el maíz eran extrapolables a todas las plantas. Incluso las especies de más alto rendimiento no pueden transformar más del 2% de la energía recibida a lo largo de su vida, aunque durante momentos óptimos de su desarrollo puedan alcanzar el 8%. 
Este límite de eficiencia de las plantas determina la energía disponible en cualquier ecosistema y por tanto, el número de seres vivos que puede sustentar.
- La abreviatura «Transeau» se emplea para indicar a Edgar Nelson Transeau como autoridad en la descripción y clasificación científica de los vegetales.[1]